# Флэтли, Майкл
Майкл Райан Флэ́тли (англ. Michael Ryan Flatley; род. 16 июля 1958[…], Чикаго) — американо-ирландский танцор, хореограф, музыкант и продюсер, известный постановкой танцевальных шоу Lord of the Dance и Feet of Flames. Трижды становился рекордсменом Книги рекордов Гиннеса как самый быстрый танцор чечётки в мире (например, в 1989 году — 28 ударов в секунду, в 1998 году — 35 ударов в секунду)
Ноги Майкла Флэтли застрахованы на 40 миллионов долларов.

## Биография
Майкл родился 16 июля 1958 года в Чикаго, США. Танцевать начал с 11 лет, в 17 лет выиграл Ирландский национальный конкурс танца. Параллельно некоторое время успешно занимался боксом. В 1975 выиграл чикагский чемпионат «Золотые Перчатки». Занимался также игрой на ирландской поперечной флейте. Записал сольный альбом. С 1980 года был участником ирландской фолк-группы, где играл на флейте. Там же познакомился с композитором Ронаном Хардиманом. В 1978—1979 гг. как танцор гастролировал с группой Green Fields of America (в которой играли такие музыканты, как Лиз Кэррол, Father Charlie Coen, Джек Коэн, Шон Макглинн, Мик Молони и Билл Окс). В 1980-х гастролировал с известной ирландской группой The Chieftains.
В 1994 году Флэтли стал одним из главных исполнителей и хореографов танцевального шоу Riverdance, продюсерами которого были Джон Мак’Колган и его жена Мойя Догерти. Шоу состояло из традиционного ирландского танца с элементами степа. Майкл Флэтли, вместе с другой известной танцовщицей Джин Батлер, был основным исполнителем в Riverdance и также играл на флейте. Шоу имело большой успех в Ирландии и за её пределами. Артисты Riverdance и Майкл Флэтли открывали фрагментом из своего представления конкурс песни Евровидение-1994, проходивший в Ирландии. Однако в октябре 1995 Флэтли со скандалом разорвал контракт с продюсерами Riverdance и покинул шоу. Основной причиной было недовольство артиста той долей прибыли, которую получал он и другие танцоры, в сравнении с доходами продюсеров и композитора Билла Уилана.
В качестве независимого хореографа Флэтли основал компанию «Unicorn Entertainments Ltd» и в 1996 поставил собственное шоу Lord of the Dance, музыку к которому написал Ронан Хардиман. Новое шоу отличалось наличием сюжета с элементами фэнтези, более жесткой музыкой и более театральными костюмами, хотя по-прежнему было выдержано в стиле кельтского фольклора. Главную роль Короля Танца, противостоящего злому Дону Дорхе и его разбойникам, сыграл сам Флэтли. Многие артисты прославились участием в Lord of the Dance и также стали популярны. Шоу совершило несколько турне по Европе и США, а DVD с его записью стало платиновым. Флэтли и артисты Lord of the Dance также выступили в 1997 году на церемонии вручения премии Оскар.

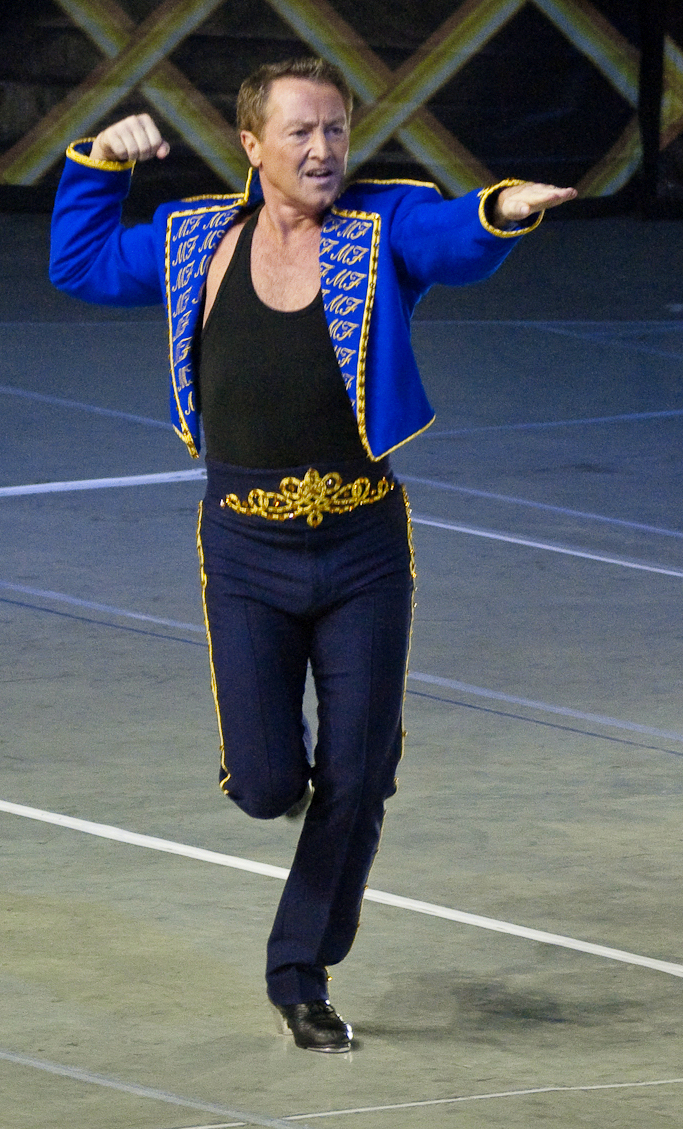
Флэтли в образе Властелина Танца

Новая версия шоу, Feet of Flames, была представлена через 2 года и стала постоянной. В неё вошли часть номеров Lord of the Dance, весь сюжет, но значительная часть номеров была изменена, и Хардиман написал дополнительные композиции. Презентация Feet of Flames прошла в Гайд-парке, Лондон, перед 25 000 зрителей. Это выступление позднее вышло на DVD как официальное издание Feet of Flames, однако на гастролях шоу продолжало изменяться, добавляя новые номера.
Вскоре после 2000 года Флэтли покинул пост главного исполнителя в Lord of the Dance и Feet of Flames, передав в гастролирующей труппе роль Короля Танца другому танцору. Однако Флэтли не завершил исполнительской карьеры и в 2005 году поставил своё четвёртое шоу под названием Celtic Tiger, в котором снова играл главную роль. Это представление заметно отличалось от предыдущих проектов Флэтли. Вместо кельтского эпоса тематикой стала история Ирландии от средневековья до наших дней. Музыка, снова написанная Хардиманом, являлась смесью различных жанров — джаза, рока, латино и электроники.
Помимо танцевальной и постановочной работы ведёт общественную деятельность. В марте 2006 года в свет вышла автобиография Флэтли Lord of the Dance: My Story.
В седьмом сезоне американского шоу «Танцы со звёздами» (Dancing with the Stars) Флэтли принял участие в качестве приглашённого участника жюри.

## Личная жизнь
Флэтли проживает в городе Фермой, на юге Ирландии. Является католиком.
Впервые женился в 1986 году на польской актрисе Беате Дзябе. Они развелись в 1997 году. В 2006 году Флэтли женился на Ниам О’Брайан, партнерше по танцам. От этого брака у них 26 апреля 2007 года родился сын, Майкл Сент-Джеймс.
В 2006 году Флэтли провёл несколько месяцев в больнице, где ему вылечили рак кожи на лице.